# Niederwil (Solothurn)
Niederwil (SO) is een plaats en voormalige gemeente in het Zwitserse kanton Solothurn, en maakt deel uit van het district Lebern.
Niederwil SO telt 361 inwoners.